# 11420 Zoeweiss
11420 Zoeweiss eller 1999 KR14 är en asteroid i huvudbältet som upptäcktes den 18 maj 1999 av LINEAR i Socorro County, New Mexico. Den är uppkallad efter Zoe Weiss.